# كلوروثيازيد
كلوروثيازيد (Chlorothiazide) عبارة عن عقار مدر للبول يستخدم في المستشفيات من أجل المرضى الذين لديهم فيض من السوائل والمترافق مع قصور القلب. كما يستخدم أيضاً كأحد خافضات ضغط الدم.

## الاستعمال
غالباً ما يستخدم عقار كلوروثيازيد على شكل قرص دوائي، يؤخذ عن طريق الفم مرة أو اثنتين يومياً. حسب تجهيزات وحدة العناية الفائقة، فإن ذلك العقار يعطى للمرضى من أجل إدرار البول، وذلك بالإضافة إلى عقار فوروسيميد Furosemide.

## اقرأ أيضاً
- ثيازيد